# Dampa Desheg

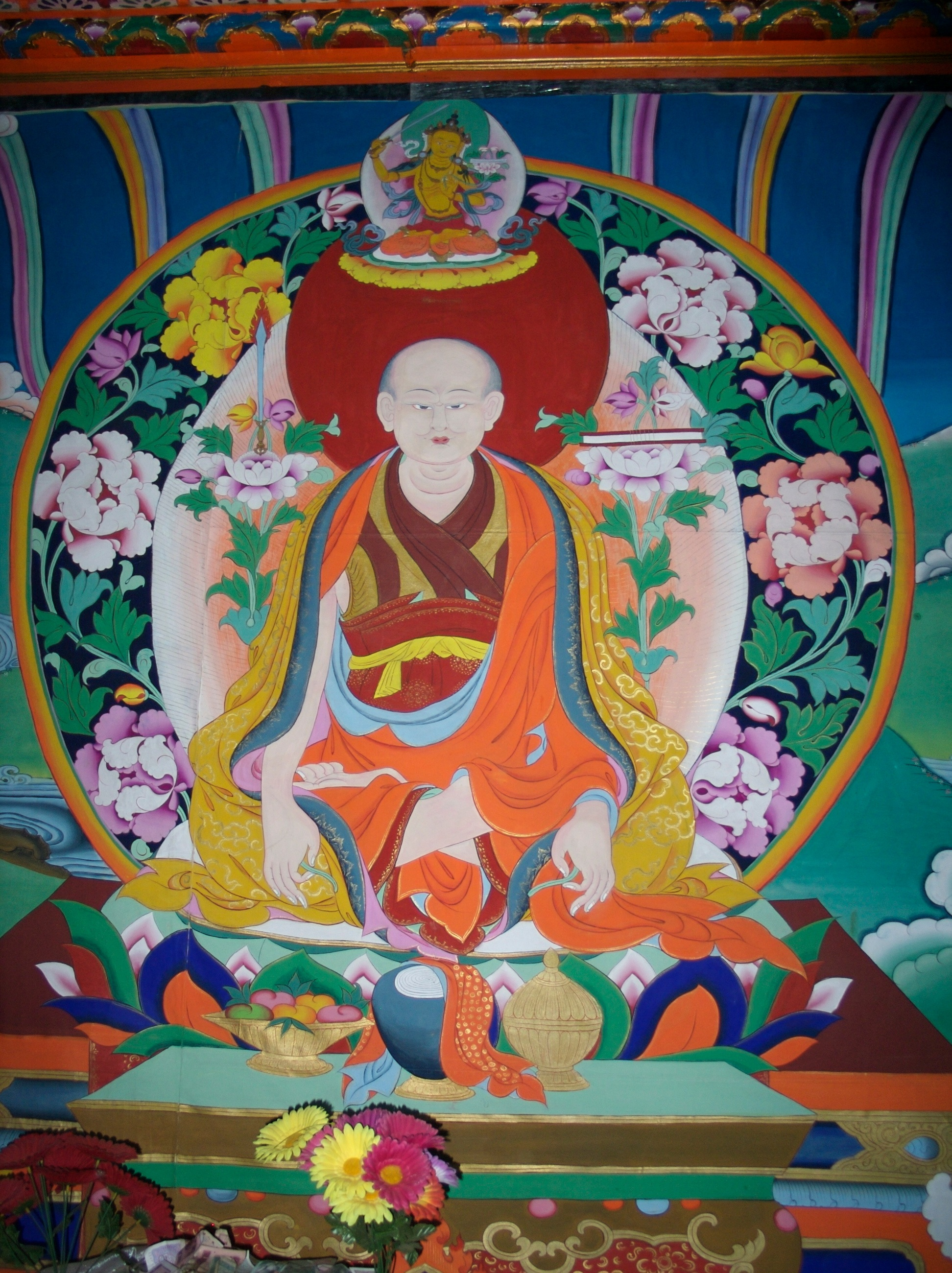
Dampa Deshek

Kathog Dampa Deshek, ook wel Kadampa Deshek (1122-1192), was een Tibetaans geestelijke uit de kathok-linie van de nyingmatraditie in het Tibetaans boeddhisme. In 1159 stichtte hij in de regio Garzê (Sichuan) het klooster Kathog, dat een van de zes moederkloosters vormt in de nyingmatraditie. Hij was een broer of neef van Phagmo Drupa Dorje Gyalpo, de stichter van de phagdru kagyütraditie en voorvader van de Phagmodru-dynastie, wat de heersende dynastie in Tibet was van 1354 tot 1435, en een zekere politieke status behield tot aan het begin van de 17e eeuw.

## Korte biografie
Dampa Deshek werd geboren in Belmo.
Zijn vader was een tantra-beoefenaar. Zijn oudste broer was Pagmo Drupa Dorje Gyelpo, een student aan de Gampopa Sonam Rinchen. Sommige historici zeggen echter dat deze een neef van hem van moederskant was. Op zijn 9e ging hij onderwijs volgen aan het Pelgyi Chokhorklooster; hij studeerde vinaya en tantra. Hij zou visioenen hebben gehad van de godheid Pelden Lhamo en van Padmasambhava. In 1137, op 16-jarige leeftijd, ging hij naar Kampo en kreeg daar onderricht in soetra en tantra. 
Op zijn 19e ging hij naar Centraal-Tibet en kreeg verdere scholing van belangrijke lama's uit die tijd.
Dampa Desheg ontving in 1145 op zijn 24e de monnikswijding in Gyel Lhakhang van een lama van de nyingma-traditie. In 1150 ontving hij Kama-onderricht, ook voorspelde een leermeester dat hij in Katok in zijn geboortestreek een klooster zou stichten. Vervolgens begon een fase dat Dampa Desheg van klooster naar klooster trok om zich in verschillende disciplines en tradities te laten onderrichten. In 1157 ging hij terug naar zijn geboortegrond Belmo en zocht naar de plek "Kathog", die hij geleid door een visioen ook vond. Daar richtte hij het klooster Katok Dorje Den op. Daarbij stuitte hij op weerstand van lokale Bön-aanhangers die bezwaar hadden tegen een boeddhistisch klooster. In de bibliotheek van zijn klooster werden heilige geschriften uit het Samye-klooster opgenomen, en ook uit India overgebrachte tantrische teksten. Het klooster was georiënteerd op de nyingma-traditie, met waarschijnlijk ook Kagyu-elementen omdat in de 12e eeuw het verschil tussen deze stromingen nog niet groot was. Het klooster trok monniken uit heel Kham aan. Kathog Dampa Deshek, zoals hij inmiddels werd aangeduid, verzorgde hier zelf een deel van hun scholing. Het klooster had enkele plaatselijke heersers als beschermheren, aan wie hij als tegenprestatie onderricht en geestelijke verzorging gaf.
In 1191 wijst hij Dorje Gyaltsen aan als zijn opvolger, een jaar later overleed hij op 71-jarige leeftijd tijdens een meditatie-oefening. Zijn geschriften op velerlei gebied, ook niet-religieus, werden in 19 delen verzameld. Er werd een stoepa gebouwd om een aantal van zijn relieken te bewaren.